# شعب الأورما

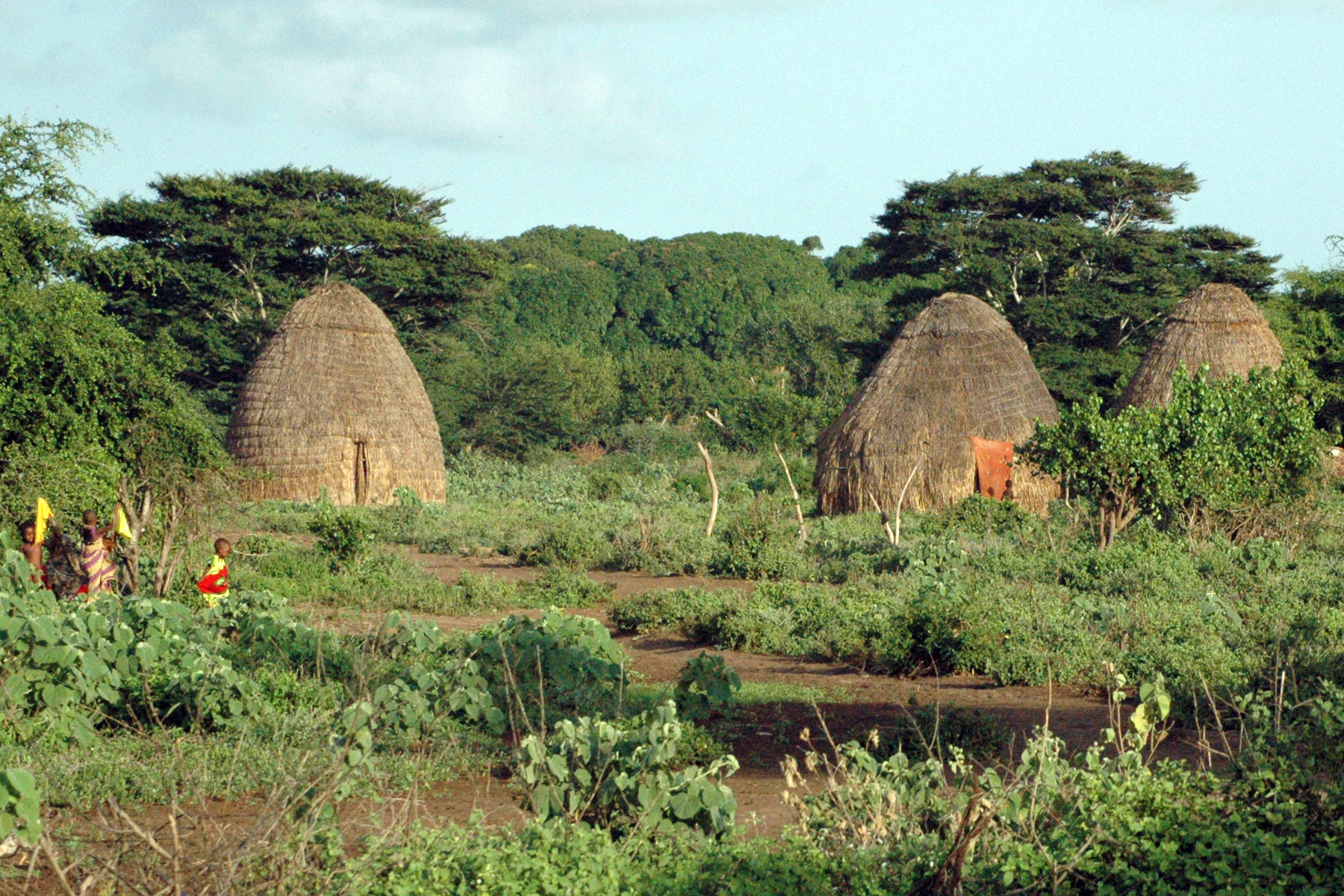
قرية لشعب الأورما في كينيا

شعب الأورما هم مجموعة عرقية تتواجد في شرق كينيا، يعيشون في المناطق البرية، ولهم لغة خاص تُسمى لغة الأورما، بلغ عددهم أكثر من 70 ألف نسمة حسب إحصائيات عام 2005.